# Charles Oakley
Charles Oakley (ur. 18 grudnia 1963 w Cleveland) – amerykański koszykarz, występujący na pozycji skrzydłowego w latach 1985-2004, uczestnik meczu gwiazd NBA, zaliczany do składów najlepszych obrońców ligi.
Zostały wybrany w drafcie 1985 z numerem 9, przez zespół z rodzinnego miasta – Cleveland Cavaliers. Jego prawa draftowe przeszły jednak w posiadanie Chicago Bulls. W debiutanckim sezonie notował średnio 9,6 punktu i 8,6 zbiórki, co zapewniło mu  miejsce w NBA All-Rookie Team. Przez kolejne lata był filarem obrony zespołu Bulls.
Dwukrotnie przewodził NBA pod względem łącznej liczby zbiórek uzyskanych podczas rozgrywek zasadniczych (1987/1988). W trakcie całej kariery plasował się sześciokrotnie w czołowej dziesiątce ligi w tej kategorii. W średniej zbiórek zajmował dwukrotnie drugie miejsce w lidze (1987/1988), najpierw przegrywając z Charlesem Barkleyem, a następnie z Michaelem Cage'em. Z tym drugim przegrał batalię o tytuł lidera ligi (1988) o zaledwie 0,3 (dokładnie 0,027) zbiórki. Była to najbardziej wyrównana walka o tytuł lidera zbiórek w całej historii NBA.
22 kwietnia 1988 ustanowił rekord kariery notując w przegranym (103-107) spotkaniu z Cleveland Cavaliers aż 35 zbiórek. Zdobył wtedy także 26 punktów 3 asysty i 1 przechwyt, zaliczając tzw. 20-20.
27 czerwca 1988 został wytransferowany do Nowego Jorku wraz z wyborami pierwszej (Rod Strickland) i trzeciej (Phil Stinnie) rundy draftu 1988. Bulls pozyskali natomiast środkowego Billa Cartwrighta, oraz dwa inne wybory tego samego draftu (Will Perdue, Derrick Lewis).
W 1994 wystąpił w meczu gwiazd NBA oraz został zaliczony do pierwszego składu najlepszych obrońców ligi. Wraz z Knicks dotarł również do ścisłego finału NBA, gdzie po zaciętej siedmiomeczowej serii musieli oni uznać wyższość Houston Rockets.
Cztery lata później Oakley został wybrany do drugiego składu najlepszych obrońców ligi, po czym w trakcie przerwy międzysezonowej został wysłany wraz z Seanem Marksem do Toronto, w zamian za młodego Marcus Camby. Z Raptors spędził trzy sezony, po czym powrócił do Chicago już jako weteran. Po zaledwie roku zasilił szeregi Washington Wizards, by u schyłku kariery dostać kolejną szansę występów u boku swojego przyjaciela Michaela Jordana, który był bardzo niepocieszony kiedy przed laty Bulls wytransferowali Oakleya.
W 2004 podpisał dwa 10-dniowe kontrakty z Rockets. Rozegrał w ich barwach łącznie 7 spotkań, po czym zakończył swoją trwającą 19 lat karierę.

## Osiągnięcia

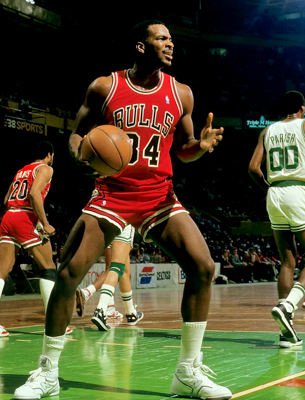
Oakley w sezonie 1986/1987.

### College
- NCAA Division II Player of the Year (1985 – Basketball Times, NABC)[6]
- Zaliczony do NCAA Division II All-American First Team (1985)[6]

### NBA
- Finalista NBA (1994)[5]
- Uczestnik meczu gwiazd NBA (1994)[1]
- Zaliczony do:
  - I składu:
    - defensywnego NBA (1994)[4]
    - debiutantów NBA (1986)[2]

  - II składu defensywnego NBA (1998)[4]
- Debiutant miesiąca NBA (luty 1986)[7]